# Sara Bilotti

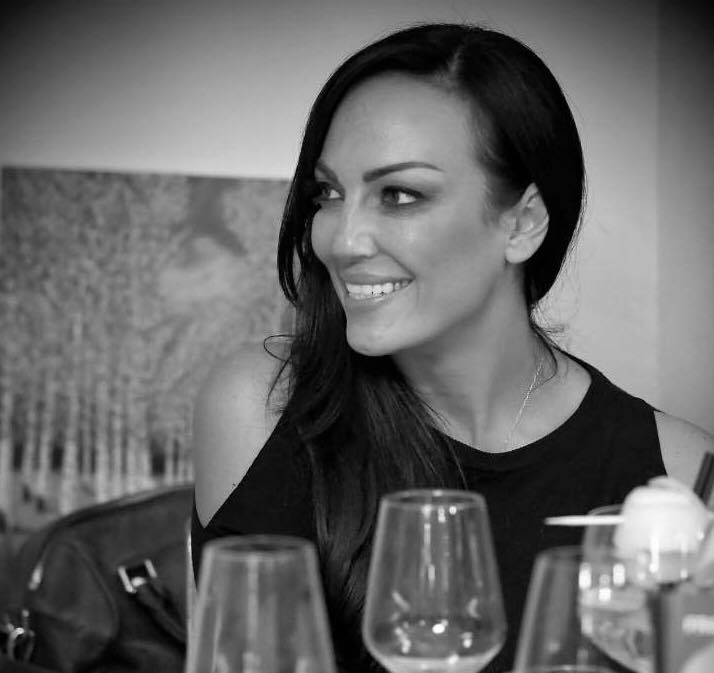
Sara Bilotti

Sara Bilotti (Napoli, 14 novembre 1971) è una scrittrice italiana.

## Biografia
Si dedica allo studio delle Lingue e all’insegnamento della danza classica.
Dopo anni di attività come traduttrice e ghostwriter, esordisce nel 2012 con la raccolta di racconti Nella Carne, Termidoro editore, e nel 2015 pubblica il suo primo romanzo, L’Oltraggio, per Einaudi Stile Libero.
Partecipa con i suoi racconti a molteplici antologie, come Nessuna più, quaranta scrittori contro il femminicidio (Elliot) e Una mano sul volto (Ad Est dell’Equatore), un progetto di sensibilizzazione contro la violenza sulle donne.
Dal 2018 si dedica anche alla traduzione letteraria, in particolare di autori americani. 

## Opere

### Libri
- Nella carne, Termidoro Edizioni, 2012
- Il perdono, Einaudi, 2015
- La colpa, Einaudi, 2015
- L'oltraggio, Einaudi, 2015
- I giorni dell'ombra, Mondadori, 2018
- Eden, HarperCollins Italia, 2022

### Traduzioni
- La bastarda della Carolina, Dorothy Allison, Minimum Fax, 2018
- In punta di penna: Riflessioni sull’arte della narrativa, volume primo, Autori Vari, Minimum Fax, 2018
- In punta di penna: Riflessioni sull’arte della narrativa, volume secondo, Autori Vari, Minimum Fax, 2018
- Due o tre cose che so di sicuro, Dorothy Allison, Minimum Fax 2019
- L’uomo dei sussurri, Alex North, Mondadori, 2019
- Ore disperate: l’ultimo processo di Harper Lee, Casey Cep, Minimum Fax, 2020
- Le ombre, Alex North, Mondadori, 2020
- Jane va a Nord, Joe R. Lansdale, Mondadori, 2020
- Niente orchidee per Miss Blandish, James Hadley Chase, Fanucci, 2021
- Sciacalli si muore, James Hadley Chase, Fanucci, 2022
- Mystery, inc., Joyce Carol Oates, Fanucci 2022
- Hap e Leonard e il mistero del Bibliobus, Joe R. Lansdale, Fanucci, 2022
- Le pagine rubate, Laura Lippman, Fanucci, 2022
- La biblioteca privata e il fondo Caxton, John Connolly, Fanucci, 2022
- Un sacrificio accettabile, Jeffery Deaver, Fanucci, 2022
- La misteriosa scomparsa della riluttante fata dei libri, Elisabeth George, Fanucci, 2022
- Il vangelo di Saba, Lyndsay Faye, Fanucci, 2022
- Il compagno di viaggio, Ian Rankin, Fanucci, 2022